# Жупа (Требиње)
Жупа је насељено мјесто у граду Требиње, Република Српска, БиХ. Према попису становништва из 1991. у насељу је живјело 115 становника.

## Географија
Налази се на око 335 метара надморске висине, површине 2,66 км2, удаљено око 17 км од градског центра. Припада мјесној заједници Паства. Разбијеног је типа, а засеоци су: Барбуле, Врело, Жупа, Расовина, Хаџидановина и Џамбеговина. Смјештено је у корјенићкој вали, око ријеке Сушице и потока Смоквица.
Основно занимање мјештана је пољопривреда, посебно воћарство и пластеничко повртарство. Раније су били развијени сточарство и пчеларство. Стока је љети изгоњена у Скорча гору и Пареж. У бившој аустријској финансијској станици 1934. отворена је основна школа, која је радила до шездесетих година ХХ вијека. Отад ђаци похађају наставу у сусједном селу Паства. Нова џамија изнад муслиманског гробља подигнута је 1964, а обновљена је 2010. године. Најближа православна црква и гробље су у сусједном селу Аранђелово. Жупа је електрифицирана 1963. године. На доломитским падинама постоји већи број сталних извора, из којих је доведена вода у домаћинства. Обрадиво земљиште наводњава се захваљујући природном паду воде из виших предјела и помоћу пумпи. Кроз атар пролазе магистрални пут Требиње-Црна Гора и регионални пут Жупа-Црна Гора.

## Историја
Према предању, у предтурско вријеме у Жупи је живио стариначки род Бакоч. На ондашње мјештане подсјећају рушевине њихових кула, од којих је најпознатија била на локалитету Варићаковина. У засеоку Хаџидановина налазе се остаци средњовјековне цркве (бх 4 м), која је била посвећена Светом апостолу Томи. Према предању, подигао ју је стариначки род Стијачић и њему сродна братства, а порушили су је Турци. У зидове цркве касније су уграђени и стећци, који су се налазили око ње. У дефтеру из 1475/77. помиње се село Жупљани (данашња Жупа), које је пописано заједно са сусједним селима Корјенићи и Скочигрм. У њима се тада, међу 26 хришћанских породица, помињу и синови Барбула, по којима је назван опустјели заселак Бар буле. Према предању, џамија је подигнута почетком XVI вијека. Била је најстарија муслиманска богомоља на подручју Корјенића. Млечани су је запалили крајем XVII вијека. Страдала је и 1807, 1858. и 1914, а 1962. срушена је у потпуности. Крајем XVII вијека село су населили муслимани прогнани из Боке которске. У дефтеру из 1701. у Нахији Корјенић пописано је село Дусин, са четири куле и црквом. Једна од кула припадала је потомцима Џан-бега. Због претпоставке да је по овој кули назван заселак Џамбеговина, приређивачи дефтера наведено село убицирали су у данашњу Жупу.

## Становништво
У селу је 1851. било 520 становника (457 муслимана и 63 православца). Жупа је 1879. била општина, која је обухватала села Жупа и Ушће, а имала је 65 домаћинстава и 381 становника (357 муслимана и 24 православца); 1895. - 429 становника; 1921. - 374. Село Жупа 1879. имало је 45 домаћинстава и 284 становника (264 муслимана и 20 православаца); 1910. - 145 становника; 1948. - 122; 1961. - 161; 1991. - 115 (93 Муслимана, 17 Срба и пет из реда осталих); 2013. - 13 домаћинстава и 41 становника (27 Срба и 14 Бошњака). У селу живе српске породице: Ђајић - славе Мратиндан; Копривица, Лојпур - Никољдан; Манигода, Мићуновић - Јовањдан; Мрдић - Митровдан. До рата 1992-1995. ту су живјеле и муслиманске породице : Агбабић, Адемај, Алибеговић, Беговић, Биједић, Билаловић, Куртовић, Меховић и Шеховић. Добровољац у Првом свјетском рату био је Михаило Ћ. Мрдић. У Другом свјетском рату погинула су два борца Народноослободилачке војске Југославије и пет цивила. Током Одбрамбено-отаџбинског рата 1992-1995. на подручју села населило се српско становништво, које је избјегло из долине Неретве.
| Демографија | Демографија | Демографија |
| Година      | Становника  | Становника  |
| ----------- | ----------- | ----------- |
| 1895.       | 429         |             |
| 1910.       | 145         |             |
| 1921.       | 374         |             |
| 1948.       | 122         |             |
| 1961.       | 161         |             |
| 1991.       | 115         |             |
| 2013.       | 41          |             |